# Mamlaḩat al Jabbūl
Mamlaḩat al Jabbūl (arabiska: بحيرة الجبول, مملحة الجبول, سبخة الجبول) är en saltsjö i Syrien.   Den ligger i provinsen Aleppo, i den centrala delen av landet, 300 kilometer norr om huvudstaden Damaskus. Arean är 222 kvadratkilometer.
Runt Mamlaḩat al Jabbūl är det ganska tätbefolkat, med 86 invånare per kvadratkilometer.